# یان یانسن (دوچرخه‌سوار، زاده ۱۹۴۵)
یان یانسن (هلندی: Jan Jansen؛ زادهٔ ۲۶ فوریهٔ ۱۹۴۵) دوچرخه‌سوار اهل هلند است.
وی در مسابقات کشوری و بین‌المللی در مجموع برندهٔ ۱ مدال نقره شده‌است.